# LV7 Radio Tucumán
LV7 Radio Tucumán es una estación de radio de San Miguel de Tucumán, Tucumán, Argentina. Se encuentra sobre calle Mendoza 273, y es la primera radio creada en el norte Argentino.

## Historia
La radio comenzó a transmitir el 28 de noviembre de 1928 desde calle San Martín al 600, al haber sido fundada por Avelino Muñoz Aldao y Alberto González Acha . LV7 es la primera emisora radial de todo el noroeste Argentino, precediendo a las radios LV11 de Santiago del Estero y LV12, ambas creadas en 1937. LV7 se caracterizaría por emitir radioteatros, programas folklóricos, deportivos, musicales y noticieros de carácter informativo.
Gracias al éxito de las radionovelas, que llegó hasta los años 60, y el alcance de la radio, se convirtió en la principal emisora del interior de Tucumán y Santiago del Estero. En 1940 trabajó en la emisora Alejandro Romay, quien luego se convertiría en uno de los pioneros de la televisión argentina y uno de los empresarios más importantes del medio. Asimismo, periodistas reconocidos nacionalmente como Sebastián "El Pollo" Vignolo, Daniel Bambino Gómez y Osvaldo Granados. Trabajaron locutores, periodistas y operadores históricos de la talla de Víctor Cuevas, Marián Martó, María Angélica Morcos (Moraina), Horacio Gonzales Rey, Guillermo Quinteros, Abrahán Cancha, Pablo Campos, Salvador Liberti, Julio Castells, Arturo Diaz, Daniel Sol, Hugo Acosta, Carlos Alberto Robles, Pucky Carrizo, Juan Carlos Carrizo, Rubén Carrizo, Roberto Álvarez, Osvaldo "Cacho" Garcia, Alberto René Sutter, Ariel Fernández, Rosita Fernández, Castelar Salvador Martoni, Georgo Dorado, Jorge Catalán, René Hamilton Paz, Oscar Carrizo, Juan Carlos Rivas, Quique Montes, José Ricardo Lobo, Rubén Armando Cardozo, Hugo Padilla, Mario Carrizo, Hector Costilla Pallares, Miguel Ángel Valverde, Alberto Reyna, Noemí Colombano y Pety Pignata, entre otros. En la actualidad, la radio continúa como la principal emisora radial escuchada en Tucumán.